# Старович, Саша
Са́ша Ста́рович (серб. Саша Старовић / Saša Starović, 19 октября 1988 года, Гацко) — сербский волейболист, диагональный, чемпион Европы (2011).

## Спортивная карьера
Саша Старович начинал игровую карьеру в команде боснийского клуба «Гацко», с 2006 года выступал за «Будучност» из Подгорицы. В 2009 году подписал контракт с итальянским клубом «Лубе» (Мачерата), но на правах аренды провёл один сезон в уфимском «Урале», после чего перешёл в итальянскую «Латину». По итогам сезона 2010/11 годов стал самым результативным игроком итальянской серии A1 и получил приз памяти Андрея Кузнецова.
В 2012 году в составе команды из Мачераты стал обладателем Суперкубка Италии и финалистом национального Кубка. Впоследствии выступал вновь за «Латину» и другие клубы Апеннин — «Верону» и «Милан». В сезоне-2015/16 вместе с «Вероной» завоевал Кубок вызова. В 2017 году стал чемпионом Греции в составе ПАОК (Салоники). В феврале 2019 года после перерыва в карьере вернулся в волейбол, подписав контракт с «Ярославичем».
В сборной Сербии Саша Старович дебютировал в 2007 году в розыгрыше Мировой лиги, а в продолжение сезона стал обладателем бронзовой медали чемпионата Европы. Трижды (в 2008, 2009 и 2015 годах) он становился серебряным призёром Мировой лиги; в 2010 году выиграл бронзу этого турнира и занял третье место в списке самых результативных игроков «Финала шести». В том же году стал бронзовым призёром чемпионата мира в Италии.
Саша Старович выступал на двух Олимпийских играх: в Пекине-2008 он делил игровое время с Иваном Мильковичем, а в Лондоне-2012 — с Александаром Атанасиевичем.
В 2011 году выиграл золотую медаль на чемпионате Европы, проходившем в Австрии и Чехии.

## Достижения

### Со сборной
- Бронзовый призёр чемпионата мира (2010).
- Чемпион Европы (2011), бронзовый призёр чемпионатов Европы (2007, 2013).
- Серебряный (2008, 2009, 2015) и бронзовый (2010) призёр Мировой лиги.

### С клубами
- Чемпион Черногории (2006/07, 2007/08), серебряный призёр чемпионата Черногории (2008/09).
- Обладатель Кубка Черногории (2007, 2008).
- Бронзовый призёр чемпионата Италии (2012/13).
- Серебряный призёр Кубка Италии (2012).
- Обладатель Суперкубка Италии (2012).
- Чемпион Греции (2016/17).
- Обладатель Кубка вызова (2015/16), финалист Кубка вызова (2013/14).